# Sheila Widnall
Sheila E. Widnall (Tacoma, 1940) és una enginyera i astrofísica estatunidenca, coneguda per les seves contribucions a la dinàmica de fluids i les turbulències aeronàutiques. Va ser la primera dona a ocupar el càrrec de Secretària de les Forces Aèries dels Estats Units (1993-1997) i una destacada professora al Massachusetts Institute of Technology (MIT), on va ser la primera dona a presidir la Facultat d'Enginyeria. A més, va ser membre de diverses comissions, incloent el Columbia Accident Investigation Board després de l'accident del transbordador espacial Columbia el 2003. Ha estat elegida membre de l'Acadèmia Nacional d'Enginyeria i és una important defensora de les dones en la ciència i la tecnologia.